# Ālākīn
Ālākīn (persiska: آلاكين) är en ort i Iran.   Den ligger i provinsen Östazarbaijan, i den nordvästra delen av landet, 400 km väster om huvudstaden Teheran. Ālākīn ligger 2 143 meter över havet och antalet invånare är 140.
Terrängen runt Ālākīn är huvudsakligen kuperad. Ālākīn ligger nere i en dal. Runt Ālākīn är det ganska glesbefolkat, med 47 invånare per kvadratkilometer. Närmaste större samhälle är Davah Tāqī, 16,9 km nordost om Ālākīn. Trakten runt Ālākīn består i huvudsak av gräsmarker.